# Edu Silva
Eduardo Silva Lerma (født 11. april 1990), bedre kendt som Edu Silva, er en spansk fodboldspiller, der bl.a. har spillet for Vejle Boldklub. Han står (pr. juli 2014) uden nogen kontrakt.

## Profil
Edu Silva har tidligere spillet for spanske Zaragoza, inden han blev blev hentet til Vejle Boldklub i forlængelse af en prøvetræning i sommeren 2009.
Edu blev i første omgang hentet til Vejle Boldklub som udviklingsspiller, men hans indsats ved træningerne blev hurtigt belønnet med en plads i A-truppen og en 3-årig kontrakt.
Imidlertid fik Edu Silva aldrig sit gennembrud i Vejle Boldklub. Den 8. august 2010 aftalte Silvas agent og chefscout i VB, Lars Bach, at det ville være bedre for Silva at få spilletid i en anden klub. 